# Slangenkopvissen
De slangenkopvissen (Channidae) vormen een familie van baarsachtige zoetwatervissen. Het is de enige familie binnen de onderorde Channoidei.  

## Kenmerken
Deze roofvissen hebben als kenmerk een lange rugvin, een kleine kop en een grote bek met tanden. Ze zijn in staat tot het opnemen van lucht buiten het water met een primitief soort labyrintorgaan. De grootte van vissen uit deze familie kan erg variëren. De Channa gachua wordt 25 centimeter lang, terwijl de meeste 60 tot 100 centimeter in lengte kunnen groeien.

## Leefwijze
De vis voedt zich met plankton, insecten en weekdieren wanneer ze nog jong zijn, terwijl de volwassen exemplaren karpers of kikkers eten. In zeldzame gevallen eten de vissen ook kleine zoogdieren zoals ratten. 
Twee soorten, Channa marulius en Channa micropeltes, kunnen meer dan 1 meter lang worden en meer dan 6 kg wegen.

## Verspreiding en leefgebied
Ze worden aangetroffen in Afrika en Azië. Er zijn twee geslachten, Channa in Azië en Parachanna in Afrika.

## Culinair
De vis is een belangrijke vis voor de menselijke consumptie. De grotere soorten, zoals de Channa striata, de Channa maculata en de Parachanna obscura worden gekweekt hiervoor. 

## Geslachten
- Channa Scopoli, 1777
- Parachanna Teugels & Daget, 1984

## Referentie
- (en) Channidae. FishBase. Ed. Rainer Froese and Daniel Pauly. January 2006 version. N.p.: FishBase, 2006.